# Castello di Cisterna
Castello di Cisterna község (comune) Olaszország Campania régiójában, Nápoly megyében.

## Fekvése
Nápolytól 15 km-re északkeletre fekszik. Határai: Acerra, Brusciano, Pomigliano d’Arco és Somma Vesuviana.

## Története
A rómaiak idején Castella Campaniae a Samnitibus condita néven volt ismert, amelynek jelentése szamniszok által alapított campaniai erődök. A cisterna nevet valószínűleg a nagy esőzések után keletkező időszakos vízfolyások után kapta. 

## Népessége
A népesség számának alakulása:

## Főbb látnivalói
- San Nicola di Bari-templom